# Vespasian der Jüngere
Vespasianus junior (mit vollem Namen höchstwahrscheinlich Titus Flavius Vespasianus; * um 88 wahrscheinlich in Rom; † nach Mai 95) war im Jahr 95 zusammen mit seinem jüngeren Bruder Domitianus Adoptivsohn und präsumtiver Thronfolger des römischen Kaisers Domitian.

## Leben
Vespasianus – sein Geburtsname ist unbekannt – war ein Sohn des Titus Flavius Clemens, eines Vetters Kaiser Domitians und Konsuls des Jahres 95, und der Domitilla. Nachdem ein leiblicher Sohn Domitians schon 82 gestorben und dem Kaiser in der Folge ein Stammhalter verwehrt geblieben war, wurden die Söhne des Clemens um 92 am Kaiserhof der Erziehung durch den Rhetor Quintilian anvertraut und spätestens Anfang 95 offiziell adoptiert. In Kleinasien für Vespasianus junior (νεότερος) geprägte Münzen könnten darauf hindeuten, dass ihm in der Nachfolgeordnung der Vorrang eingeräumt wurde. Unbekannt ist, ob den beiden Knaben auch der Beiname bzw. Titel Caesar verliehen wurde.
Clemens fiel im Mai 95 in Ungnade und wurde hingerichtet, vielleicht wegen Sympathien mit dem Christentum. Danach verliert sich auch die Spur seiner Söhne, die als Thronfolger nun nicht mehr in Frage kamen. Wenige Monate später fiel Domitian selbst einem Attentat zum Opfer, mit ihm dürften auch seine Adoptivsöhne der damnatio memoriae anheimgefallen sein.